# Universidad Nacional Micaela Bastidas de Apurímac
La Universidad Nacional Micaela Bastidas de Apurímac  (sigla: UNAMBA) es una universidad pública ubicada en la ciudad de Abancay, Perú. Fue fundada el 26 de septiembre de 2000 por iniciativa del Estado de la República del Perú. Su campus principal se localiza en la ciudad de Abancay. La UNAMBA está organizada en 4 facultades que abarcan 9 especialidades. Fue nombrada en honor de la prócer de la independencia hispanoamericana Micaela Bastidas, oriunda del departamento de Apurímac.
En el 2020 la SUNEDU le otorgó el licenciamiento institucional.

## Facultades

### Facultades y Carreras Profesionales

#### Ingeniería
- Ingeniería Civil - Tamburco
- Ingeniería de Minas - Tamburco, Aquira
- Ingeniería Informática y Sistemas - Tamburco
- Ingeniería Agroindustrial[4] - Tamburco
- Ingeniería Agroecológica[5] - Vilcabamba

#### Administración
- Administración de Empresas - Tamburco, Cotabambas

#### Educación y Ciencias Sociales
- Ciencia Política y Gobernabilidad - Tamburco
- Educación inicial intercultural bilingüe - Tamburco

#### Medicina Veterinaria
- Medicinad veterinaria y Zootecnia - Abancay

## Organización
| Rector | Nombre                         | Período           |
| ------ | ------------------------------ | ----------------- |
|        | Alejandro Narváez Liceras      |                   |
|        | Manuel Israel Hernández García |                   |
|        | Leonardo Adolfo Prado Cárdenas | 2016-2018         |
|        | Manuel Jesus Ibarra Cabrera    |                   |
|        | Iris Eufemia Paredes Gonzales  |                   |
|        | Freddy Vega Loayza             |                   |
|        | Wilber Jiménez Mendoza         | 2024 - Actualidad |

La Universidad Micaela Bastidas está conformado por los órganos de gobierno.
- Asamblea Universitaria
- Consejo Universitario
- Consejo de Facultad

## Sede e infraestructura
La universidad tiene su sede principal en la ciudad de Abancay, capital de la región Apurímac; además con subsedes en Vilcabamba, Tambobamba y Haquira. Cuenta con 48 laboratorios y un taller de enseñanza, así como una biblioteca central y otras diez especializadas.

## Rankings académicos
En los últimos años se ha generalizado el uso de rankings universitarios internacionales para evaluar el desempeño de las universidades a nivel nacional y mundial; siendo estos rankings clasificaciones académicas que ubican a las instituciones de acuerdo a una metodología científica de tipo bibliométrica que incluye criterios objetivos medibles y reproducibles, tomando en cuenta por ejemplo: la reputación académica, la reputación de empleabilidad para los egresantes, la citas de investigación a sus repositorios y su impacto en la web. Del total de 92 universidades licenciadas en el Perú, la Universidad Nacional Micaela Bastidas de Apurímac se ha ubicado regularmente dentro del tercio medio a nivel nacional en determinados rankings universitarios internacionales.